# Piritiba (ort)
Piritiba är en ort i Brasilien.   Den ligger i kommunen Piritiba och delstaten Bahia, i den östra delen av landet, 900 km nordost om huvudstaden Brasília. Piritiba ligger 542 meter över havet och antalet invånare är 16 230.
Terrängen runt Piritiba är platt åt nordväst, men åt sydost är den kuperad. Piritiba är det största samhället i trakten.
Omgivningarna runt Piritiba är huvudsakligen savann. Runt Piritiba är det glesbefolkat, med 20 invånare per kvadratkilometer.